# Iranarpia
Iranarpia là một chi bướm đêm thuộc họ Crambidae.

## Các loài
- Iranarpia albalis (Amsel, 1961)
- Iranarpia silacealis (Amsel, 1951)